# Championnat de France féminin de handball 1987-1988
Navigation
Saison 1986-1987 Saison 1988-1989
Le championnat de France féminin de handball 1987-1988 est la trente-septième édition de cette compétition. Le championnat de Nationale 1A est le plus haut niveau du championnat de France de ce sport. Douze clubs participent à la compétition. 
À la fin de la saison, l'ES Besançon est désigné champion de France de Nationale 1A, pour la première fois de son histoire, devant le Stade français Issy-les-Moulineaux.

## Classement final
Le classement final est :
|    | Équipe                             | Pts | J  | G  | N | P  | Bp  | Bc  | Diff |
| -- | ---------------------------------- | --- | -- | -- | - | -- | --- | --- | ---- |
| 1  | ES Besançon                        | 54  | 18 | 18 | 0 | 0  | 428 | 262 | 166  |
| 2  | Stade français Issy-les-Moulineaux | 48  | 18 | 15 | 0 | 3  | 408 | 282 | 126  |
| 3  | USM Gagny (T)                      | 48  | 18 | 15 | 0 | 3  | 412 | 306 | 106  |
| 4  | ASPTT Metz                         | 39  | 18 | 10 | 1 | 7  | 329 | 314 | 15   |
| 5  | ASUL Vaulx-en-Velin                | 37  | 18 | 9  | 1 | 8  | 343 | 350 | -7   |
| 6  | CSL Dijon (P)                      | 32  | 18 | 7  | 0 | 11 | 332 | 382 | -50  |
| 7  | Bordeaux Étudiants Club            | 30  | 18 | 6  | 0 | 12 | 316 | 354 | -38  |
| 8  | US Créteil (P)                     | 26  | 18 | 4  | 0 | 14 | 307 | 390 | -83  |
| 9  | ASPTT Nice                         | 25  | 18 | 3  | 1 | 14 | 356 | 441 | -85  |
| 10 | ASPTT Paris                        | 21  | 18 | 1  | 1 | 16 | 278 | 428 | -150 |

Légende
- Champion de France
- Relégué en D2
- T : Tenant du titre
- F : Pas de Coupe de France
- P : Promu de D2 en début de saison

## Statistiques
Les meilleures réalisatrices sont :
| Rang | Joueuse           | Club                               | Buts |
| ---- | ----------------- | ---------------------------------- | ---- |
| 1    | Murielle Bailet   | ASPTT Nice                         | 133  |
| 2    | Sylvie Lagarrigue | Stade français Issy-les-Moulineaux | 119  |
| 3    | Carole Martin     | USM Gagny                          | 113  |
| 4    | Florence Sauval   | ES Besançon                        | 103  |
| 5    | Nathalie Ripault  | Bordeaux Étudiants Club            | 101  |
| 6    | Dominique Bec     | ASPTT Metz                         | 095  |